# کالبن
کالبن (انگلیسی: Kalben؛ زادهٔ ۱۷ ژانویهٔ ۱۹۸۶) موسیقی‌دان اهل ترکیه است. وی از سال ۲۰۱۴ میلادی تاکنون مشغول فعالیت بوده‌است.